# Sarah Bouktit
Sarah Bouktit, née le 27 août 2002 à Mont-Saint-Martin (Meurthe-et-Moselle), est une joueuse française de handball évoluant au poste de pivot.

## Biographie
En mars 2022, elle connait sa première sélection en équipe de France A lors d'un match de qualification pour l'Euro 2022 face à la Croatie.
2023, elle est nommée à l'élection de la meilleure joueuse et de la meilleure pivot du Championnat de France, mais n'est finalement pas élue dans aucune des deux catégories.

## Palmarès

### En club
Compétitions nationales
- 3e place de la Ligue des champions (C1) en 2022

Compétitions nationales
- Vainqueur du Championnat de France (2) : 2022 et 2023.
- Vainqueur de la Coupe de France (1) : 2022

### En sélection

#### Championnats du monde
- médaille d’or au championnat du monde 2023

#### Jeux olympiques
- médaille d'argent au Jeux olympiques de Paris en 2024[6]

#### Autres
- Médaillée d'or au Festival olympique de la jeunesse européenne en 2019 (en)
- Médaillée de bronze au Championnat d'Europe jeunes en 2019 (en)
- Médaillée de bronze au Championnat d'Europe junior en 2021 (en)

## Décorations et distinctions

### Décorations
- Chevalier de l'ordre national du Mérite (2024)[7]

### Distinctions individuelles
- élue meilleur pivot du Championnat d'Europe jeunes en 2019 (en)
- élue meilleur pivot du Championnat d'Europe junior en 2021 (en)
- nommée à l'élection de la meilleure joueuse[4] et de la meilleure pivot[5] du Championnat de France 2022-2023